# 國華航空7613號班機空難
國華航空7613號班機空難是1996年4月5日在台灣發生的一次航空事故。

## 事故
1996年4月5日，從臺北松山機場飛往馬祖北竿機場的國華航空7613號班機多尼爾228-212型客機（註冊編號B-12257），在北竿機場外海一海浬處附近失事墜入海中，機上乘客中五人溺斃一人失蹤(後宣告死亡)。

## 起因
因為機師未能專注於飛機高度導致墜毀，而且並未依照標準程序檢查，就急於打開艙門，導致海水關進飛機內，因此造成許多乘客溺水。